# Nomophila africana
Nomophila africana là một loài bướm đêm trong họ Crambidae.